# Entodontella cameruniae
Entodontella cameruniae är en bladmossart som beskrevs av Brotherus 1925. Entodontella cameruniae ingår i släktet Entodontella och familjen Hypnaceae. Inga underarter finns listade i Catalogue of Life.